# Gastrophryne elegans
Gastrophryne elegans là một loài ếch trong họ Nhái bầu.
Nó được tìm thấy ở Belize, Guatemala, Honduras, và México.
Các môi trường sống tự nhiên của chúng là các khu rừng khô nhiệt đới hoặc cận nhiệt đới, rừng ẩm vùng đất thấp nhiệt đới hoặc cận nhiệt đới, đầm nước ngọt có nước theo mùa, các đồn điền, vườn nông thôn, và các khu rừng trước đây bị suy thoái nặng nề. Loài này đang bị đe dọa do mất môi trường sống.